# میانزو
میانزو روستایی از توابع بخش گرمخان شهرستان بجنورد در استان خراسان شمالی ایران است.

## جمعیت
این روستا در دهستان گیفان قرار دارد و براساس سرشماری مرکز آمار ایران در سال ۱۳۸۵، جمعیت آن ۴۴۳ نفر (۱۱۸خانوار)
بوده‌است.

## اقوام و زبان‌ها
ساکنین روستای میانزو را قدیمی‌ترین اقوام خراسان یعنی تات‌ها تشکیل می‌دهند که به زبان باستانی تاتی سخن می‌رانند.